# آنول درختی گرنادا
آنول درختی گرنادا (نام علمی: Anolis richardii) نام یک گونه از سرده آنول است.